# Farmacoalumita
La farmacoalumita és un mineral de la classe dels fosfats que pertany i dona nom al grup de la farmacoalumita. Originalment va ser anomenada alumofarmacosiderita el 1981 per Karl Schmetzer, Wolfgang Horn i Hermann Bank en al·lusió a la seva composició, que conté alumini, i la seva relació amb la farmacosiderita. Va ser reanomenada al nom actual per Rumsey et al. l'any 2010.

## Característiques
La farmacoalumita és un arsenat de fórmula química KAl₄(AsO₄)₃(OH)₄·6.5H₂O. Va ser aprovada com a espècie vàlida per l'Associació Mineralògica Internacional l'any 1980. Cristal·litza en el sistema isomètric. La seva duresa a l'escala de Mohs és 2,5. És l'anàleg d'alumini de la farmacosiderita. Químicament és similar a la filatovita i a la wrightita.
L'exemplar que va servir per a determinar l'espècie, el que es coneix com a material tipus, es troba conservat al Museu Nacional d'Història Natural, a Washington DC (Estats Units), amb el número de registre: #149527.

## Formació i jaciments
Va ser descoberta a Xile, concretament a Guanaco, a la província d'Antofagasta (Regió d'Antofagasta). També ha estat descrita a d'altres indrets xilens, així com als Estats Units, França, Alemanya, Grècia, Espanya, Anglaterra i el Marroc.